# Angus MacLise
Angus MacLise, né le 14 mars 1938 à Bridgeport (Connecticut) et mort le 21 juin 1979 à Katmandou, est un percussionniste, compositeur, mystique et poète américain, connu pour avoir été batteur du Velvet Underground lors des premiers mois d'existence du groupe.

## Biographie
Dans les années 1960, Angus MacLise fait partie du Dream Syndicate aux côtés de La Monte Young, Tony Conrad, et John Cale. Ce dernier lui propose d'être le batteur du Velvet Underground à l'époque où le groupe se monte. Il n'enregistre avec lui que quelques démos avant de le quitter, car il refuse d'être payé pour donner des concerts.
En 1966, alors que le groupe commence à se faire connaître sur la scène new-yorkaise, MacLise exprime son désir de revenir jouer au sein du groupe. Mais entre-temps, le Velvet Underground s'est trouvé une batteuse en la personne de Maureen Tucker, et Lou Reed ne lui permet de venir jouer que lors d'une poignée de concerts.
Il entame alors un voyage à travers le monde qui l'emmène de l'Afrique du Nord au Népal, en passant par l'Inde, la Grèce et le Moyen-Orient. Il s'intéresse à la même époque à l'occultiste Aleister Crowley.
En 1979, Angus MacLise meurt d'hypoglycémie, exacerbée par des années de consommation de drogue et de tuberculose pulmonaire à Katmandou. La cause du décès a aussi été attribuée à la malnutrition. Son corps est incinéré et ses cendres dispersées.
De par son histoire mystérieuse, et le fait qu'il n'existe que très peu de témoignages de son passage au sein du Velvet Underground, MacLise a une place très particulière dans la mythologie du groupe.

## Discographie
- The Invasion of Thunderbolt Pagoda (1972); cd, Siltbreeze, Quakebasket, 1999
- Trance, 45 tours, Fierce Recordings, 1987
- Brain Damage in Oklahoma City, cd, Siltbreeze, Quakebasket, 2000
- The Cloud Doctrine, 2 CD, Sub Rosa, 2003
- Astral Collapse, 33 tours, 2002; cd, 2003, Quakebasket, Locust Music
- Dreamweapon I (33 tours, Boo-Hooray, 2011). Enregistrements inédits en concert de Angus MacLise, Tony Conrad et Jack Smith. Les Evening Gowns Damnées (20 décembre 1964, 16 min 48 s) / S.O.S. (v. 1968, 13 min 28 s).
- Dreamweapon III (33 tours, Boo-Hooray, 2011). Angus MacLise et Tony Conrad. Untitled (18 octobre 1968, 15 min 27 s) // Short Drum and Viola part 1 & 2 (v. 1969, 4 min 49 s) / Druid's Leafy Nest (sans date, 7 min 26 s) / Early Jams (sans date, 6 min 46 s)

Collaborations avec Tony Conrad, John Cale et La Monte Young sur :
- Inside the Dream Syndicate Vol.I: Day Of Niagara, Table of the Elements, 2000
- Inside the Dream Syndicate Vol.III: Stainless Steel Gamelan, Table of the Elements, 2002
- An Anthology Of Noise & Electronic Music: First A-Chronology 1921-2001/Vol.1, Sub Rosa, 2002

## Filmographie
- The Invasion of Thunderbolt Pagoda (1968), de Ira Cohen, 22 min ; 30 min pour la version longue de 2006. DVd, Bastet/Arthur 2006 / DVD, Boo-Hooray, 2011, 22 min.

## Expositions
- Dreamweapon, The Art and Life of Angus MacLise 1939-1979. Galerie Boo-Hooray, New-York, du 10 au 29 mai 2011, commissaires : Johan Kugelberg et Will Cameron. Catalogue : textes de Lou Reed, La Monte Young, Ira Cohen, Johan Kugelberg et Will Swofford Cameron. 120 pages, 1000 copies, Boo-Hooray, 2011.